# Vincent Schirrmacher

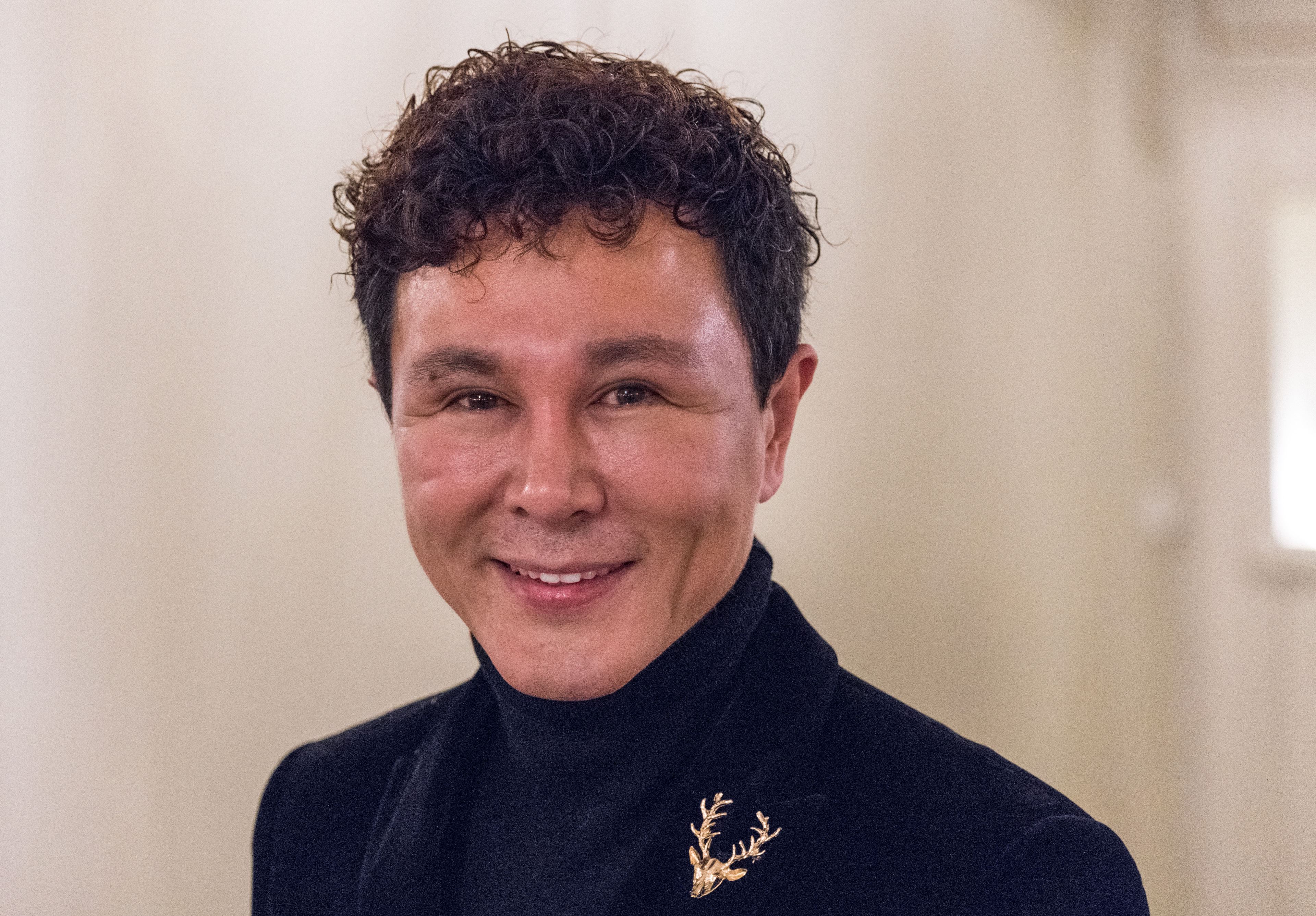
Vincent Schirrmacher (2018)

Vincent Schirrmacher (* 1978 in China) ist ein deutscher Opernsänger (Tenor) asiatischer Herkunft.

## Werdegang
Schirrmacher wurde in China geboren, seine Mutter war britisch-chinesischer, der Vater mongolisch-japanischer Herkunft. Er wuchs in London auf und nahm seit seiner frühen Kindheit Klavierunterricht. Ab 1996 studierte Vincent Schirrmacher Musikpädagogik an der Royal Academy of Music in London sowie an der Juilliard School in New York. Anschließend ging er nach Deutschland, um Gesang zu studieren. Von 2000 bis 2001 nahm Vincent Schirrmacher privaten Unterricht bei Raimund Gilvan. Von 2001 bis 2008 studierte er an der Hochschule für Musik und Tanz Köln Gesang bei Josef Protschka. Seit 2009 lebt Schirrmacher in Wien. Stimmlich wird er seitdem von Michael Pabst betreut.
Kurz nach und während seiner Studienzeit nahm Vincent Schirrmacher an Gesangswettbewerben teil und war als Konzertsänger weltweit unterwegs. Zusätzlich arbeitete er als Rundfunksprecher beim WDR in Köln. Ab der Spielzeit 2008/2009 war Vincent Schirrmacher Ensemblemitglied des Landestheaters Schleswig-Holstein in Flensburg.
Im Sommer 2009 wurde Schirrmacher von dem Intendanten des Lehár Festival Bad Ischl, Michael Lakner, entdeckt. Schirrmacher gab in Bad Ischl sein Österreich-Debüt in der Rolle des Prinzen Sou-Chong in Das Land des Lächelns, dem Meisterwerk von Franz Lehár, und wurde so zum „Shooting Star“. Daraufhin folgte sein Debüt als Sou-Chong im Dezember 2009 an der Volksoper Wien. Seit der Spielzeit 2010/2011 ist Schirrmacher dort festes Ensemblemitglied.
Darüber hinaus gastierte Schirrmacher an der Staatsoper Prag, dem Tiroler Landestheater Innsbruck, dem Staatstheater Tartu, dem Stadttheater Košice, in der Tonhalle Düsseldorf und beim WDR Köln, Müpa Budapest. Tourneen und Konzertreisen führten ihn unter anderem nach Deutschland, Russland, Kanada, Japan, China und in die USA sowie Südamerika.

## Auszeichnungen
- „Johann Strauss“-Preis beim Gesangswettbewerb „Alexander Girardi“ in Coburg, 2005.
- Erster Jurypreis und Erster Publikumspreisträger beim Internationalen Gesangswettbewerb „Robert Stolz“ in Hamburg, 2006.
- „Gottlob Frick“-Medaille der Gottlob-Frick-Gesellschaft als bester Nachwuchssänger, 2007.
- Dritter Preis im Fach Operette sowie Sonderpreis „Gran Teatre del Liceu Barcelona“, „Opernhaus Oslo“ im Fach Oper beim Internationalen Hans-Gabor-Belvedere-Gesangswettbewerb Wien, 2008.
- Finalist bei „Plácido Domingo – Operalia – The World Opera Competition“ 2008, Québec
- Finalist im ersten „Luciano Pavarotti“-Gesangswettbewerb 2008.
- Goldene Schallplatte mit dem Solo-Album Idale, 2012.
- Österreichischer Kammersänger, 2022.

## Tonträger
- Frasquita, Franz Lehár. (Lehár Festival Bad Ischl 2010, Dirigent: Vinzenz Praxmarer). CD-Aufnahme.
- The Student Prince, Sigmund Romberg. (WDR-Rundfunkorchester 2012, Dirigent: John Francis Mauceri) Köln: CD-Mitschnitt.
- Solo-Album Ideale (Symphonie Orchester Katowikiego Holdingu Weglowego S.A. KWK „Murcki – Staszic“, Dirigent: Grzegorz Mierzwinski 2012)